# Hydrornis caeruleus
La pitta maggiore (Hydrornis caeruleus (Raffles, 1822)) è un uccello passeriforme della famiglia dei Pittidi.

## Etimologia
Il nome scientifico di questi uccelli deriva dal latino caeruleus, "azzurro", in riferimento alla livrea dei maschi, mentre il nome comune fa riferimento alle dimensioni relativamente grandi nell'ambito della propria famiglia d'appartenenza.

## Descrizione

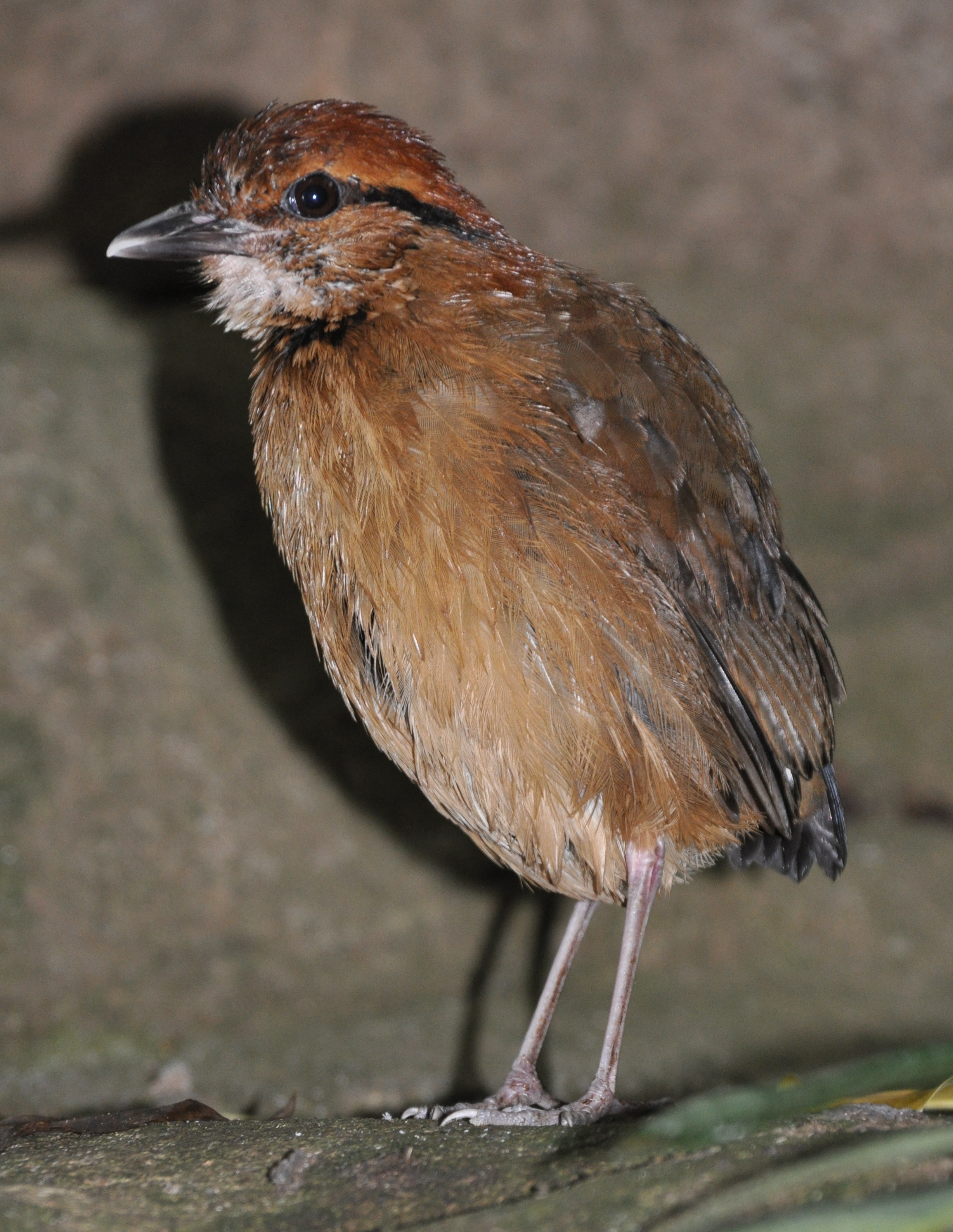
Una femmina in cattività a Walsrode.

### Dimensioni
Con 29 cm di lunghezza massima e 210 g di peso, la pitta maggiore rappresenta la specie di maggiori dimensioni non solo del genere Hydrornis, ma dell'intera famiglia Pittidae.

### Aspetto
Questi uccelli hanno un aspetto massiccio e paffuto, con ali e coda corte, testa allungata e becco allungato.

La pitta maggiore mostra dimorfismo sessuale molto accentuato: nel maschio, infatti, il piumaggio è nero su fronte, vertice, nuca e spalle, con mascherina nera che va dai lati del becco all'orecchio e una banda nera che percorre la gola da spalla a spalla, mentre la gola stessa, le guance e il sopracciglio sono grigio-biancastri. Petto, fianchi, ventre e sottocoda sono bruno-grigiastri, con questi ultimi più chiari rispetto ai primi, mostrando decise sfumature biancastre: ali, dorso e coda sono di un brillante colore azzurro, che nella femmina si riduce alla sola coda e a parte del codione, mentre il resto del piumaggio è bruno-nocciola, più caldo su petto e testa (dove permane la mascherina nera e una banda dello stesso colore alla base della nuca), più chiaro su guance, gola e sottocoda e più scuro su dorso e ali. In ambedue i sessi il becco è nerastro, gli occhi sono bruni e le zampe sono di color carnicino.

## Biologia

### Comportamento
Si tratta di uccelli diurni, molto territoriali e solitari all'infuori del periodo degli amori (quando è possibile osservarli in coppie), che passano la maggior parte del tempo muovendosi con circospezione al suolo, nel folto del sottobosco, alla ricerca di cibo.

### Alimentazione
La dieta di questi uccelli si compone perlopiù di lombrichi e chiocciole: essa viene inoltre integrata quando possibile con insetti e altri invertebrati, nonché probabilmente da vertebrati di piccole dimensioni.

### Riproduzione
La riproduzione di questi uccelli non è stata finora descritta in natura, ma si ritiene tuttavia che non si differenzi significativamente dal pattern seguito dalle altre specie di pitte.

## Distribuzione e habitat
La pitta maggiore occupa un areale che partendo dalla Birmania sud-orientale (Tenasserim) e dalla Thailandia meridionale abbraccia tutta la penisola malese, oltre al Borneo centro-settentrionale e a Sumatra (dove tuttavia da tempo mancano avvistamenti): il suo habitat è rappresentato dalla foresta pluviale umida tropicale e subtropicale, nel cui sottobosco questo uccello passa la maggior parte della propria esistenza.

## Tassonomia
Classificata da Raffles fra i muscicapidi nel genere Myiothera (attualmente ritenuto obsoleto), in seguito la pitta maggiore è stata spostata nel genere Pitta, del quale ha seguito le sorti (con alcuni tentativi di riclassificazione nel genere monotipico Gigantipitta) fino allo spostamento nel genere Hydrornis in seguito ad analisi del DNA.
Se ne riconoscono due sottospecie:
- Hydrornis caeruleus caeruleus, la sottospecie nominale, diffusa nella penisola malese e a Sumatra;
- Hydrornis caeruleus hosei (Baker E. C. S., 1918), endemica del Borneo;

Nell'ambito del proprio genere di appartenenza, la pitta maggiore appare affine alla congenere e piuttosto simile pitta di Schneider e alla pitta azzurra